# Parcylisticus georgianus
Parcylisticus georgianus är en kräftdjursart som beskrevs av Helmut Schmalfuss 2003. Parcylisticus georgianus ingår i släktet Parcylisticus och familjen Cylisticidae. Inga underarter finns listade i Catalogue of Life.